# Кейльхау, Балтазар Матиас
Балтазар Матиас Кейльхау (норв. Baltazar Mathias Keilhau, 2 ноября 1797—1 января 1858, Христиания) — норвежский геолог.

## Биография
Балтазар Матиас Кейльхау родился в Бири.
Закончил университетский курс в Христиании, где в 1826 г. стал лектором горного дела. В течение нескольких поездок Кейльхау изучил отдалённейшие местности Норвегии: Финмаркен, Норландию и др., посетил Шпицберген и собрал сведения о геологическом составе почвы почти во всей Норвегии. В 1838 г. Кейльхау основал специальное печатное издание по геогнозии Норвегии, под названием «Gala Norwegica» (на немецком языке), где поместил ценные исследования: «Christiania’s Uebergangs-Territorium» (1838), «Ueber den Bau der Felsenmasse Norwegens» (1844—1850), «Erster Versuch einer geognostischen Karte von Norwegen». В «Magazin for Natur videns Kaberne», редактором которого он был, Кейльхау поместил ряд статей о землетрясениях в Норвегии, по теории гранита, о поднятии земли в Норвегии и Швеции, о скандинавских формациях и т. п.